# غايوس
غايوس هي الميناء الرئيسي على جزيرة باكسي واحدة من أصغر الجزر الأيونية، اليونان.